# 2010-es férfi röplabda-világbajnokság
A 2010-es férfi röplabda-világbajnokság a 17. volt a sportág történetében. A tornát 2010. szeptember 25. és október 10. között rendezték Olaszországban. A világbajnokságon 24 válogatott vett részt.
A világbajnokság mérkőzéseit 10 helyszínen rendezték: Torino, Milánó, Verona, Trieszt, Modena, Firenze, Ancona, Róma, Reggio Calabria, Catania.

## Résztvevők
| Afrika (3) - Egyiptom - Kamerun - Tunézia Ázsia (4) - Ausztrália - Irán - Japán - Kína | Észak-Amerika (5) - Egyesült Államok - Kanada - Kuba - Mexikó - Puerto Rico Dél-Amerika (3) - Argentína - Brazília (2006-os világbajnok) - Venezuela | Európa (9) - Olaszország (rendező) - Bulgária - Csehország - Franciaország - Lengyelország - Németország - Oroszország - Szerbia - Spanyolország |

## Lebonyolítás
A 24 résztvevő az első fordulóban 6 darab 4 csapatos csoportot alkotott. A csoportokban körmérkőzéseket játszottak a csapatok, amely után kialakultak a csoportok végeredményei. Az első három helyezett jutott tovább a második fordulóba, a negyedik helyezettek kiestek.
A második fordulóba jutott 18 csapat 6 darab 3 csapatos csoportot alkotott. Itt a csapatok szintén körmérkőzéseket játszottak, amely után kialakultak a csoportok végeredményei. Az első két helyezett jutott tovább a harmadik fordulóba, a harmadik helyezettek kiestek.
A harmadik fordulóba jutott 12 csapat 4 darab 3 csapatos csoportot alkotott. A csapatok újabb körmérkőzéseket játszottak, amely után kialakultak a csoportok végeredményei. Innen egyenes kieséses rendszerben folytatódott a torna, az első helyezettek az elődöntőbe jutottak, a második az 5–8., a harmadikok a 9–12. helyért játszhattak tovább. Az elődöntők győztesei játszhattak a döntőben, a vesztesek a bronzéremért mérkőzhettek.

## Első forduló
| Színmagyarázat                                                   |
| ---------------------------------------------------------------- |
| A csoportok első három helyezettje bejutott a második fordulóba. |
| A csoportok negyedik helyezettjei kiestek.                       |

### A csoport
|             |      | Mérkőzések | Mérkőzések | Pontok | Pontok | Pontok | Szettek | Szettek | Szettek |
| Csapat      | Pont | Gy         | V          | P+     | P–     | PA     | Sz+     | Sz–     | SzA     |
| ----------- | ---- | ---------- | ---------- | ------ | ------ | ------ | ------- | ------- | ------- |
| Olaszország | 6    | 3          | 0          | 262    | 207    | 1,266  | 9       | 2       | 4,500   |
| Egyiptom    | 4    | 1          | 2          | 243    | 254    | 0,957  | 5       | 6       | 0,833   |
| Japán       | 4    | 1          | 2          | 259    | 274    | 0,945  | 4       | 8       | 0,500   |
| Irán        | 4    | 1          | 2          | 247    | 276    | 0,895  | 5       | 7       | 0,714   |

| 2010. szeptember 25. 17:00 | Egyiptom                          | 3–0 | Irán | Milánó Nézőszám: 6250 |
| 2010. szeptember 25. 17:00 | (25–21, 25–17, 25–21) Jegyzőkönyv |     |      | Milánó Nézőszám: 6250 |

| 2010. szeptember 25. 21:00 | Olaszország                       | 3–0 | Japán | Milánó Nézőszám: 11 800 |
| 2010. szeptember 25. 21:00 | (25–20, 25–16, 25–14) Jegyzőkönyv |     |       | Milánó Nézőszám: 11 800 |

| 2010. szeptember 26. 17:00 | Irán                                     | 3–1 | Japán | Milánó Nézőszám: 2800 |
| 2010. szeptember 26. 17:00 | (15–25, 25–17, 25–24, 25–23) Jegyzőkönyv |     |       | Milánó Nézőszám: 2800 |

| 2010. szeptember 26. 21:00 | Egyiptom                          | 0–3 | Olaszország | Milánó Nézőszám: 8700 |
| 2010. szeptember 26. 21:00 | (20–25, 17–25, 23–25) Jegyzőkönyv |     |             | Milánó Nézőszám: 8700 |

| 2010. szeptember 27. 17:00 | Japán                                           | 3–2 | Egyiptom | Milánó Nézőszám: 1500 |
| 2010. szeptember 27. 17:00 | (32–34, 23–25, 25–19, 25–17, 15–13) Jegyzőkönyv |     |          | Milánó Nézőszám: 1500 |

| 2010. szeptember 27. 21:00 | Olaszország                                     | 3–2 | Irán | Milánó Nézőszám: 6500 |
| 2010. szeptember 27. 21:00 | (25–21, 25–10, 21–25, 26–28, 15–13) Jegyzőkönyv |     |      | Milánó Nézőszám: 6500 |

### B csoport
|               |      | Mérkőzések | Mérkőzések | Pontok | Pontok | Pontok | Szettek | Szettek | Szettek |
| Csapat        | Pont | Gy         | V          | P+     | P–     | PA     | Sz+     | Sz–     | SzA     |
| ------------- | ---- | ---------- | ---------- | ------ | ------ | ------ | ------- | ------- | ------- |
| Kuba          | 6    | 3          | 0          | 296    | 263    | 1,125  | 9       | 4       | 2,250   |
| Brazília      | 5    | 2          | 1          | 291    | 256    | 1,137  | 8       | 4       | 2,000   |
| Spanyolország | 4    | 1          | 2          | 292    | 302    | 0,967  | 6       | 7       | 0,857   |
| Tunézia       | 3    | 0          | 3          | 192    | 250    | 0,768  | 1       | 9       | 0,111   |

| 2010. szeptember 25. 17:00 | Brazília                          | 3–0 | Tunézia | Verona Nézőszám: 4700 |
| 2010. szeptember 25. 17:00 | (25–14, 25–21, 25–14) Jegyzőkönyv |     |         | Verona Nézőszám: 4700 |

| 2010. szeptember 25. 21:00 | Spanyolország                                   | 2–3 | Kuba | Verona Nézőszám: 5600 |
| 2010. szeptember 25. 21:00 | (25–23, 18–25, 19–25, 25–20, 13–15) Jegyzőkönyv |     |      | Verona Nézőszám: 5600 |

| 2010. szeptember 26. 17:00 | Tunézia                           | 0–3 | Kuba | Verona Nézőszám: 5530 |
| 2010. szeptember 26. 17:00 | (18–25, 15–25, 15–25) Jegyzőkönyv |     |      | Verona Nézőszám: 5530 |

| 2010. szeptember 26. 21:00 | Brazília                                 | 3–1 | Spanyolország | Verona Nézőszám: 6350 |
| 2010. szeptember 26. 21:00 | (30–28, 21–25, 25–20, 25–19) Jegyzőkönyv |     |               | Verona Nézőszám: 6350 |

| 2010. szeptember 27. 17:00 | Spanyolország                            | 3–1 | Tunézia | Verona Nézőszám: 4000 |
| 2010. szeptember 27. 17:00 | (25–23, 25–22, 25–27, 25–23) Jegyzőkönyv |     |         | Verona Nézőszám: 4000 |

| 2010. szeptember 27. 21:00 | Kuba                                            | 3–2 | Brazília | Verona Nézőszám: 6350 |
| 2010. szeptember 27. 21:00 | (34–32, 18–25, 23–25, 25–21, 15–12) Jegyzőkönyv |     |          | Verona Nézőszám: 6350 |

### C csoport
|             |      | Mérkőzések | Mérkőzések | Pontok | Pontok | Pontok | Szettek | Szettek | Szettek |
| Csapat      | Pont | Gy         | V          | P+     | P–     | PA     | Sz+     | Sz–     | SzA     |
| ----------- | ---- | ---------- | ---------- | ------ | ------ | ------ | ------- | ------- | ------- |
| Oroszország | 6    | 3          | 0          | 283    | 224    | 1,263  | 9       | 3       | 3,000   |
| Puerto Rico | 5    | 2          | 1          | 272    | 264    | 1,030  | 8       | 4       | 2,000   |
| Kamerun     | 4    | 1          | 2          | 213    | 237    | 0,899  | 3       | 7       | 0,429   |
| Ausztrália  | 3    | 0          | 3          | 253    | 296    | 0,855  | 3       | 9       | 0,333   |

| 2010. szeptember 25. 17:00 | Oroszország                       | 3–0 | Kamerun | Modena Nézőszám: 3216 |
| 2010. szeptember 25. 17:00 | (25–11, 25–20, 25–22) Jegyzőkönyv |     |         | Modena Nézőszám: 3216 |

| 2010. szeptember 25. 21:00 | Ausztrália                               | 1–3 | Puerto Rico | Modena Nézőszám: 2300 |
| 2010. szeptember 25. 21:00 | (22–25, 22–25, 28–26, 19–25) Jegyzőkönyv |     |             | Modena Nézőszám: 2300 |

| 2010. szeptember 26. 17:00 | Kamerun                           | 0–3 | Puerto Rico | Modena Nézőszám: 2961 |
| 2010. szeptember 26. 17:00 | (22–25, 23–25, 19–25) Jegyzőkönyv |     |             | Modena Nézőszám: 2961 |

| 2010. szeptember 26. 21:00 | Oroszország                              | 3–1 | Ausztrália | Modena Nézőszám: 3231 |
| 2010. szeptember 26. 21:00 | (25–17, 25–12, 24–26, 25–20) Jegyzőkönyv |     |            | Modena Nézőszám: 3231 |

| 2010. szeptember 27. 17:00 | Ausztrália                               | 1–3 | Kamerun | Modena Nézőszám: 1659 |
| 2010. szeptember 27. 17:00 | (25–21, 22–25, 21–25, 19–25) Jegyzőkönyv |     |         | Modena Nézőszám: 1659 |

| 2010. szeptember 27. 21:00 | Puerto Rico                                     | 2–3 | Oroszország | Modena Nézőszám: 3313 |
| 2010. szeptember 27. 21:00 | (25–21, 14–25, 21–25, 25–23, 11–15) Jegyzőkönyv |     |             | Modena Nézőszám: 3313 |

### D csoport
|                  |      | Mérkőzések | Mérkőzések | Pontok | Pontok | Pontok | Szettek | Szettek | Szettek |
| Csapat           | Pont | Gy         | V          | P+     | P–     | PA     | Sz+     | Sz–     | SzA     |
| ---------------- | ---- | ---------- | ---------- | ------ | ------ | ------ | ------- | ------- | ------- |
| Egyesült Államok | 6    | 3          | 0          | 280    | 254    | 1,102  | 9       | 3       | 3,000   |
| Argentína        | 5    | 2          | 1          | 259    | 228    | 1,136  | 7       | 4       | 1,750   |
| Mexikó           | 4    | 1          | 2          | 247    | 260    | 0,950  | 6       | 6       | 1,000   |
| Venezuela        | 3    | 0          | 3          | 181    | 225    | 0,804  | 0       | 9       | 0,000   |

| 2010. szeptember 25. 17:00 | Venezuela                         | 0–3 | Argentína | Reggio Calabria Nézőszám: 1500 |
| 2010. szeptember 25. 17:00 | (23–25, 17–25, 18–25) Jegyzőkönyv |     |           | Reggio Calabria Nézőszám: 1500 |

| 2010. szeptember 25. 21:00 | Egyesült Államok                                | 3–2 | Mexikó | Reggio Calabria Nézőszám: 2600 |
| 2010. szeptember 25. 21:00 | (22–25, 19–25, 25–18, 25–22, 15–11) Jegyzőkönyv |     |        | Reggio Calabria Nézőszám: 2600 |

| 2010. szeptember 26. 17:00 | Argentína                                | 3–1 | Mexikó | Reggio Calabria Nézőszám: 3800 |
| 2010. szeptember 26. 17:00 | (25–12, 25–19, 17–25, 25–15) Jegyzőkönyv |     |        | Reggio Calabria Nézőszám: 3800 |

| 2010. szeptember 26. 21:00 | Venezuela                         | 0–3 | Egyesült Államok | Reggio Calabria Nézőszám: 3400 |
| 2010. szeptember 26. 21:00 | (19–25, 23–25, 19–25) Jegyzőkönyv |     |                  | Reggio Calabria Nézőszám: 3400 |

| 2010. szeptember 27. 17:00 | Mexikó                            | 3–0 | Venezuela | Reggio Calabria Nézőszám: 2900 |
| 2010. szeptember 27. 17:00 | (25–22, 25–20, 25–20) Jegyzőkönyv |     |           | Reggio Calabria Nézőszám: 2900 |

| 2010. szeptember 27. 21:00 | Egyesült Államok                         | 3–1 | Argentína | Reggio Calabria Nézőszám: 4600 |
| 2010. szeptember 27. 21:00 | (22–25, 27–25, 25–22, 25–20) Jegyzőkönyv |     |           | Reggio Calabria Nézőszám: 4600 |

### E csoport
|               |      | Mérkőzések | Mérkőzések | Pontok | Pontok | Pontok | Szettek | Szettek | Szettek |
| Csapat        | Pont | Gy         | V          | P+     | P–     | PA     | Sz+     | Sz–     | SzA     |
| ------------- | ---- | ---------- | ---------- | ------ | ------ | ------ | ------- | ------- | ------- |
| Franciaország | 6    | 3          | 0          | 306    | 268    | 1,142  | 9       | 4       | 2,250   |
| Csehország    | 5    | 2          | 1          | 302    | 300    | 1,007  | 8       | 5       | 1,600   |
| Bulgária      | 4    | 1          | 2          | 289    | 282    | 1,025  | 6       | 6       | 1,000   |
| Kína          | 3    | 0          | 3          | 197    | 244    | 0,807  | 1       | 9       | 0,111   |

| 2010. szeptember 25. 17:00 | Franciaország                                   | 3–2 | Csehország | Torino Nézőszám: 3200 |
| 2010. szeptember 25. 17:00 | (25–19, 22–25, 25–21, 24–26, 15–10) Jegyzőkönyv |     |            | Torino Nézőszám: 3200 |

| 2010. szeptember 25. 21:00 | Bulgária                          | 3–0 | Kína | Torino Nézőszám: 3800 |
| 2010. szeptember 25. 21:00 | (25–14, 25–19, 25–22) Jegyzőkönyv |     |      | Torino Nézőszám: 3800 |

| 2010. szeptember 26. 17:00 | Csehország                               | 3–1 | Kína | Torino Nézőszám: 4600 |
| 2010. szeptember 26. 17:00 | (25–21, 19–25, 25–18, 25–22) Jegyzőkönyv |     |      | Torino Nézőszám: 4600 |

| 2010. szeptember 26. 21:00 | Franciaország                                   | 3–2 | Bulgária | Torino Nézőszám: 5000 |
| 2010. szeptember 26. 21:00 | (25–22, 23–25, 25–17, 28–30, 19–17) Jegyzőkönyv |     |          | Torino Nézőszám: 5000 |

| 2010. szeptember 27. 17:00 | Bulgária                                 | 1–3 | Csehország | Torino Nézőszám: 1850 |
| 2010. szeptember 27. 17:00 | (23–25, 25–27, 30–28, 25–27) Jegyzőkönyv |     |            | Torino Nézőszám: 1850 |

| 2010. szeptember 27. 21:00 | Kína                              | 0–3 | Franciaország | Torino Nézőszám: 2500 |
| 2010. szeptember 27. 21:00 | (17–25, 20–25, 19–25) Jegyzőkönyv |     |               | Torino Nézőszám: 2500 |

### F csoport
|               |      | Mérkőzések | Mérkőzések | Pontok | Pontok | Pontok | Szettek | Szettek | Szettek |
| Csapat        | Pont | Gy         | V          | P+     | P–     | PA     | Sz+     | Sz–     | SzA     |
| ------------- | ---- | ---------- | ---------- | ------ | ------ | ------ | ------- | ------- | ------- |
| Lengyelország | 6    | 3          | 0          | 279    | 246    | 1,134  | 9       | 3       | 3,000   |
| Szerbia       | 4    | 1          | 2          | 250    | 243    | 1,029  | 5       | 6       | 0,833   |
| Németország   | 4    | 1          | 2          | 237    | 250    | 0,948  | 5       | 6       | 0,833   |
| Kanada        | 4    | 1          | 2          | 215    | 242    | 0,888  | 3       | 7       | 0,429   |

| 2010. szeptember 25. 17:00 | Lengyelország                     | 3–0 | Kanada | Trieszt Nézőszám: 5000 |
| 2010. szeptember 25. 17:00 | (25–22, 25–21, 25–13) Jegyzőkönyv |     |        | Trieszt Nézőszám: 5000 |

| 2010. szeptember 25. 21:00 | Németország                       | 0–3 | Szerbia | Trieszt Nézőszám: 4750 |
| 2010. szeptember 25. 21:00 | (21–25, 21–25, 13–25) Jegyzőkönyv |     |         | Trieszt Nézőszám: 4750 |

| 2010. szeptember 26. 17:00 | Kanada                                   | 3–1 | Szerbia | Trieszt Nézőszám: 6540 |
| 2010. szeptember 26. 17:00 | (25–20, 25–22, 17–25, 25–23) Jegyzőkönyv |     |         | Trieszt Nézőszám: 6540 |

| 2010. szeptember 26. 21:00 | Lengyelország                                   | 3–2 | Németország | Trieszt Nézőszám: 5980 |
| 2010. szeptember 26. 21:00 | (25–20, 21–25, 25–22, 22–25, 15–13) Jegyzőkönyv |     |             | Trieszt Nézőszám: 5980 |

| 2010. szeptember 27. 17:00 | Németország                       | 3–0 | Kanada | Trieszt Nézőszám: 4120 |
| 2010. szeptember 27. 17:00 | (27–25, 25–22, 25–20) Jegyzőkönyv |     |        | Trieszt Nézőszám: 4120 |

| 2010. szeptember 27. 21:00 | Szerbia                                  | 1–3 | Lengyelország | Trieszt Nézőszám: 6600 |
| 2010. szeptember 27. 21:00 | (19–25, 18–25, 25–21, 23–25) Jegyzőkönyv |     |               | Trieszt Nézőszám: 6600 |

## Második forduló
| Színmagyarázat                                                  |
| --------------------------------------------------------------- |
| A csoportok első két helyezettje bejutott a harmadik fordulóba. |
| A csoportok harmadik helyezettjei kiestek.                      |

### G csoport
|             |      | Mérkőzések | Mérkőzések | Pontok | Pontok | Pontok | Szettek | Szettek | Szettek |
| Csapat      | Pont | Gy         | V          | P+     | P–     | PA     | Sz+     | Sz–     | SzA     |
| ----------- | ---- | ---------- | ---------- | ------ | ------ | ------ | ------- | ------- | ------- |
| Olaszország | 4    | 2          | 0          | 189    | 166    | 1,139  | 6       | 2       | 3,000   |
| Németország | 3    | 1          | 1          | 157    | 158    | 0,994  | 4       | 3       | 1,333   |
| Puerto Rico | 2    | 0          | 2          | 146    | 168    | 0,869  | 1       | 6       | 0,167   |

| 2010. szeptember 30. 17:00 | Puerto Rico                       | 0–3 | Németország | Catania Nézőszám: 2000 |
| 2010. szeptember 30. 17:00 | (22–25, 22–25, 18–25) Jegyzőkönyv |     |             | Catania Nézőszám: 2000 |

| 2010. október 1. 21:00 | Németország                              | 1–3 | Olaszország | Catania Nézőszám: 5000 |
| 2010. október 1. 21:00 | (25–21, 18–25, 21–25, 18–25) Jegyzőkönyv |     |             | Catania Nézőszám: 5000 |

| 2010. október 2. 21:00 | Olaszország                              | 3–1 | Puerto Rico | Catania Nézőszám: 5000 |
| 2010. október 2. 21:00 | (25–22, 25–16, 18–25, 25–21) Jegyzőkönyv |     |             | Catania Nézőszám: 5000 |

### H csoport
|         |      | Mérkőzések | Mérkőzések | Pontok | Pontok | Pontok | Szettek | Szettek | Szettek |
| Csapat  | Pont | Gy         | V          | P+     | P–     | PA     | Sz+     | Sz–     | SzA     |
| ------- | ---- | ---------- | ---------- | ------ | ------ | ------ | ------- | ------- | ------- |
| Szerbia | 4    | 2          | 0          | 166    | 145    | 1,145  | 6       | 1       | 6,000   |
| Kuba    | 3    | 1          | 1          | 162    | 148    | 1,095  | 4       | 3       | 1,333   |
| Mexikó  | 2    | 0          | 2          | 117    | 152    | 0,770  | 0       | 6       | 0,000   |

| 2010. szeptember 30. 17:00 | Kuba                                     | 1–3 | Szerbia | Milánó Nézőszám: 2300 |
| 2010. szeptember 30. 17:00 | (25–16, 19–25, 22–25, 19–25) Jegyzőkönyv |     |         | Milánó Nézőszám: 2300 |

| 2010. október 1. 21:00 | Mexikó                            | 0–3 | Kuba | Milánó Nézőszám: 4000 |
| 2010. október 1. 21:00 | (17–25, 25–27, 15–25) Jegyzőkönyv |     |      | Milánó Nézőszám: 4000 |

| 2010. október 2. 17:00 | Szerbia                           | 3–0 | Mexikó | Milánó Nézőszám: 3600 |
| 2010. október 2. 17:00 | (25–23, 25–18, 25–19) Jegyzőkönyv |     |        | Milánó Nézőszám: 3600 |

### I csoport
|               |      | Mérkőzések | Mérkőzések | Pontok | Pontok | Pontok | Szettek | Szettek | Szettek |
| Csapat        | Pont | Gy         | V          | P+     | P–     | PA     | Sz+     | Sz–     | SzA     |
| ------------- | ---- | ---------- | ---------- | ------ | ------ | ------ | ------- | ------- | ------- |
| Spanyolország | 4    | 2          | 0          | 207    | 189    | 1,095  | 6       | 3       | 2,000   |
| Oroszország   | 3    | 1          | 1          | 179    | 160    | 1,119  | 5       | 3       | 1,667   |
| Egyiptom      | 2    | 0          | 2          | 141    | 178    | 0,792  | 1       | 6       | 0,167   |

| 2010. szeptember 30. 21:00 | Oroszország                       | 3–0 | Egyiptom | Catania Nézőszám: 1600 |
| 2010. szeptember 30. 21:00 | (25–21, 25–17, 25–18) Jegyzőkönyv |     |          | Catania Nézőszám: 1600 |

| 2010. október 1. 17:00 | Spanyolország                                   | 3–2 | Oroszország | Catania Nézőszám: 3100 |
| 2010. október 1. 17:00 | (17–25, 22–25, 25–21, 25–20, 15–13) Jegyzőkönyv |     |             | Catania Nézőszám: 3100 |

| 2010. október 2. 17:00 | Egyiptom                                 | 1–3 | Spanyolország | Catania Nézőszám: 3000 |
| 2010. október 2. 17:00 | (20–25, 30–28, 16–25, 19–25) Jegyzőkönyv |     |               | Catania Nézőszám: 3000 |

### L csoport
|                  |      | Mérkőzések | Mérkőzések | Pontok | Pontok | Pontok | Szettek | Szettek | Szettek |
| Csapat           | Pont | Gy         | V          | P+     | P–     | PA     | Sz+     | Sz–     | SzA     |
| ---------------- | ---- | ---------- | ---------- | ------ | ------ | ------ | ------- | ------- | ------- |
| Csehország       | 4    | 2          | 0          | 150    | 115    | 1,304  | 6       | 0       | MAX     |
| Egyesült Államok | 3    | 1          | 1          | 176    | 168    | 1,048  | 3       | 5       | 0,600   |
| Kamerun          | 2    | 0          | 2          | 145    | 188    | 0,771  | 2       | 6       | 0,333   |

| 2010. szeptember 30. 17:00 | Egyesült Államok                  | 0–3 | Csehország | Ancona Nézőszám: 3200 |
| 2010. szeptember 30. 17:00 | (19–25, 22–25, 22–25) Jegyzőkönyv |     |            | Ancona Nézőszám: 3200 |

| 2010. október 1. 21:00 | Kamerun                                        | 2–3 | Egyesült Államok | Ancona Nézőszám: 3950 |
| 2010. október 1. 21:00 | (25–23, 14–25, 27–25, 20–25, 7–15) Jegyzőkönyv |     |                  | Ancona Nézőszám: 3950 |

| 2010. október 2. 17:00 | Csehország                        | 3–0 | Kamerun | Ancona Nézőszám: 5100 |
| 2010. október 2. 17:00 | (25–17, 25–18, 25–17) Jegyzőkönyv |     |         | Ancona Nézőszám: 5100 |

### M csoport
|               |      | Mérkőzések | Mérkőzések | Pontok | Pontok | Pontok | Szettek | Szettek | Szettek |
| Csapat        | Pont | Gy         | V          | P+     | P–     | PA     | Sz+     | Sz–     | SzA     |
| ------------- | ---- | ---------- | ---------- | ------ | ------ | ------ | ------- | ------- | ------- |
| Argentína     | 4    | 2          | 0          | 182    | 166    | 1,096  | 6       | 2       | 3,000   |
| Franciaország | 3    | 1          | 1          | 161    | 155    | 1,039  | 4       | 3       | 1,333   |
| Japán         | 2    | 0          | 2          | 144    | 166    | 0,867  | 1       | 6       | 0,167   |

| 2010. szeptember 30. 21:00 | Franciaország                            | 1–3 | Argentína | Milánó Nézőszám: 3900 |
| 2010. szeptember 30. 21:00 | (25–16, 17–25, 23–25, 21–25) Jegyzőkönyv |     |           | Milánó Nézőszám: 3900 |

| 2010. október 1. 17:00 | Japán                             | 0–3 | Franciaország | Milánó Nézőszám: 1000 |
| 2010. október 1. 17:00 | (19–25, 22–25, 23–25) Jegyzőkönyv |     |               | Milánó Nézőszám: 1000 |

| 2010. október 2. 21:00 | Argentína                                | 3–1 | Japán | Milánó Nézőszám: 5300 |
| 2010. október 2. 21:00 | (25–22, 16–25, 25–14, 25–19) Jegyzőkönyv |     |       | Milánó Nézőszám: 5300 |

### N csoport
|               |      | Mérkőzések | Mérkőzések | Pontok | Pontok | Pontok | Szettek | Szettek | Szettek |
| Csapat        | Pont | Gy         | V          | P+     | P–     | PA     | Sz+     | Sz–     | SzA     |
| ------------- | ---- | ---------- | ---------- | ------ | ------ | ------ | ------- | ------- | ------- |
| Bulgária      | 4    | 2          | 0          | 150    | 115    | 1,304  | 6       | 0       | MAX     |
| Brazília      | 3    | 1          | 1          | 133    | 131    | 1,015  | 3       | 3       | 1,000   |
| Lengyelország | 2    | 0          | 2          | 113    | 150    | 0,753  | 0       | 6       | 0,000   |

| 2010. szeptember 30. 21:00 | Lengyelország                     | 0–3 | Brazília | Ancona Nézőszám: 5650 |
| 2010. szeptember 30. 21:00 | (16–25, 20–25, 20–25) Jegyzőkönyv |     |          | Ancona Nézőszám: 5650 |

| 2010. október 1. 17:00 | Bulgária                          | 3–0 | Lengyelország | Ancona Nézőszám: 2800 |
| 2010. október 1. 17:00 | (25–22, 25–18, 25–17) Jegyzőkönyv |     |               | Ancona Nézőszám: 2800 |

| 2010. október 2. 21:00 | Brazília                          | 0–3 | Bulgária | Ancona Nézőszám: 6050 |
| 2010. október 2. 21:00 | (18–25, 20–25, 20–25) Jegyzőkönyv |     |          | Ancona Nézőszám: 6050 |

## Harmadik forduló
| Színmagyarázat                                                 |
| -------------------------------------------------------------- |
| A csoportok első helyezettje bejutott az elődöntőbe.           |
| A csoportok második helyezettjei az 5–8. helyért játszhattak.  |
| A csoportok harmadik helyezettjei a 9–12. helyért játszhattak. |

### O csoport
|                  |      | Mérkőzések | Mérkőzések | Pontok | Pontok | Pontok | Szettek | Szettek | Szettek |
| Csapat           | Pont | Gy         | V          | P+     | P–     | PA     | Sz+     | Sz–     | SzA     |
| ---------------- | ---- | ---------- | ---------- | ------ | ------ | ------ | ------- | ------- | ------- |
| Olaszország      | 4    | 2          | 0          | 192    | 180    | 1,067  | 6       | 2       | 3,000   |
| Egyesült Államok | 3    | 1          | 1          | 171    | 145    | 1,179  | 4       | 3       | 1,333   |
| Franciaország    | 2    | 0          | 2          | 137    | 175    | 0,783  | 1       | 6       | 0,167   |

| 2010. október 4. 17:00 | Franciaország                     | 0–3 | Egyesült Államok | Róma Nézőszám: 2700 |
| 2010. október 4. 17:00 | (16–25, 14–25, 23–25) Jegyzőkönyv |     |                  | Róma Nézőszám: 2700 |

| 2010. október 5. 21:00 | Egyesült Államok                         | 1–3 | Olaszország | Róma Nézőszám: 9500 |
| 2010. október 5. 21:00 | (25–14, 23–25, 26–28, 22–25) Jegyzőkönyv |     |             | Róma Nézőszám: 9500 |

| 2010. október 6. 21:00 | Olaszország                              | 3–1 | Franciaország | Róma Nézőszám: 10 400 |
| 2010. október 6. 21:00 | (25–18, 25–20, 25–27, 25–19) Jegyzőkönyv |     |               | Róma Nézőszám: 10 400 |

### P csoport
|             |      | Mérkőzések | Mérkőzések | Pontok | Pontok | Pontok | Szettek | Szettek | Szettek |
| Csapat      | Pont | Gy         | V          | P+     | P–     | PA     | Sz+     | Sz–     | SzA     |
| ----------- | ---- | ---------- | ---------- | ------ | ------ | ------ | ------- | ------- | ------- |
| Szerbia     | 4    | 2          | 0          | 192    | 177    | 1,085  | 6       | 2       | 3,000   |
| Oroszország | 3    | 1          | 1          | 172    | 150    | 1,147  | 4       | 3       | 1,333   |
| Argentína   | 2    | 0          | 2          | 134    | 171    | 0,784  | 1       | 6       | 0,167   |

| 2010. október 4. 17:00 | Szerbia                                  | 3–1 | Argentína | Firenze Nézőszám: 2100 |
| 2010. október 4. 17:00 | (25–15, 21–25, 25–22, 25–18) Jegyzőkönyv |     |           | Firenze Nézőszám: 2100 |

| 2010. október 5. 17:00 | Oroszország                              | 1–3 | Szerbia | Firenze Nézőszám: 2300 |
| 2010. október 5. 17:00 | (26–28, 25–16, 21–25, 25–27) Jegyzőkönyv |     |         | Firenze Nézőszám: 2300 |

| 2010. október 6. 17:00 | Argentína                         | 0–3 | Oroszország | Firenze Nézőszám: 2400 |
| 2010. október 6. 17:00 | (22–25, 17–25, 15–25) Jegyzőkönyv |     |             | Firenze Nézőszám: 2400 |

### Q csoport
|               |      | Mérkőzések | Mérkőzések | Pontok | Pontok | Pontok | Szettek | Szettek | Szettek |
| Csapat        | Pont | Gy         | V          | P+     | P–     | PA     | Sz+     | Sz–     | SzA     |
| ------------- | ---- | ---------- | ---------- | ------ | ------ | ------ | ------- | ------- | ------- |
| Kuba          | 4    | 2          | 0          | 208    | 206    | 1,010  | 6       | 3       | 2,000   |
| Bulgária      | 3    | 1          | 1          | 218    | 210    | 1,038  | 5       | 4       | 1,250   |
| Spanyolország | 2    | 0          | 2          | 183    | 193    | 0,948  | 2       | 6       | 0,333   |

| 2010. október 4. 21:00 | Spanyolország                            | 1–3 | Bulgária | Firenze Nézőszám: 3200 |
| 2010. október 4. 21:00 | (21–25, 25–27, 28–26, 18–25) Jegyzőkönyv |     |          | Firenze Nézőszám: 3200 |

| 2010. október 5. 21:00 | Kuba                                     | 3–1 | Spanyolország | Firenze Nézőszám: 3500 |
| 2010. október 5. 21:00 | (25–22, 15–25, 25–22, 25–22) Jegyzőkönyv |     |               | Firenze Nézőszám: 3500 |

| 2010. október 6. 21:00 | Bulgária                                        | 2–3 | Kuba | Firenze Nézőszám: 4200 |
| 2010. október 6. 21:00 | (25–22, 23–25, 28–26, 28–30, 11–15) Jegyzőkönyv |     |      | Firenze Nézőszám: 4200 |

### R csoport
|             |      | Mérkőzések | Mérkőzések | Pontok | Pontok | Pontok | Szettek | Szettek | Szettek |
| Csapat      | Pont | Gy         | V          | P+     | P–     | PA     | Sz+     | Sz–     | SzA     |
| ----------- | ---- | ---------- | ---------- | ------ | ------ | ------ | ------- | ------- | ------- |
| Brazília    | 4    | 2          | 0          | 185    | 155    | 1,194  | 6       | 2       | 3,000   |
| Németország | 3    | 1          | 1          | 131    | 129    | 1,016  | 3       | 3       | 1,000   |
| Csehország  | 2    | 0          | 2          | 153    | 185    | 0,827  | 2       | 6       | 0,333   |

| 2010. október 4. 21:00 | Csehország                                     | 2–3 | Brazília | Róma Nézőszám: 3700 |
| 2010. október 4. 21:00 | (20–25, 25–22, 25–23, 21–25, 8–15) Jegyzőkönyv |     |          | Róma Nézőszám: 3700 |

| 2010. október 5. 17:00 | Németország                       | 3–0 | Csehország | Róma Nézőszám: 2900 |
| 2010. október 5. 17:00 | (25–23, 25–18, 25–13) Jegyzőkönyv |     |            | Róma Nézőszám: 2900 |

| 2010. október 6. 17:00 | Brazília                          | 3–0 | Németország | Róma Nézőszám: 3450 |
| 2010. október 6. 17:00 | (25–17, 25–20, 25–19) Jegyzőkönyv |     |             | Róma Nézőszám: 3450 |

## Egyenes kieséses szakasz

### A 9–12. helyért
| 2010. október 8. 17:00 | Argentína                                | 3–1 | Spanyolország | Firenze Nézőszám: 600 |
| 2010. október 8. 17:00 | (23–25, 25–19, 25–19, 26–24) Jegyzőkönyv |     |               | Firenze Nézőszám: 600 |

| 2010. október 8. 21:00 | Franciaország                     | 0–3 | Csehország | Firenze Nézőszám: 500 |
| 2010. október 8. 21:00 | (21–25, 20–25, 16–25) Jegyzőkönyv |     |            | Firenze Nézőszám: 500 |

#### A 11. helyért
| 2010. október 9. 17:00 | Spanyolország                            | 1–3 | Franciaország | Firenze Nézőszám: 1800 |
| 2010. október 9. 17:00 | (17–25, 23–25, 25–16, 21–25) Jegyzőkönyv |     |               | Firenze Nézőszám: 1800 |

#### A 9. helyért
| 2010. október 9. 21:00 | Argentína                                | 3–1 | Csehország | Firenze Nézőszám: 900 |
| 2010. október 9. 21:00 | (25–22, 18–25, 25–21, 25–22) Jegyzőkönyv |     |            | Firenze Nézőszám: 900 |

### Az 5–8. helyért
| 2010. október 8. 17:00 | Oroszország                              | 3–1 | Bulgária | Modena Nézőszám: 3000 |
| 2010. október 8. 17:00 | (25–20, 26–24, 20–25, 25–23) Jegyzőkönyv |     |          | Modena Nézőszám: 3000 |

| 2010. október 8. 21:00 | Egyesült Államok                  | 3–0 | Németország | Modena Nézőszám: 3424 |
| 2010. október 8. 21:00 | (25–22, 25–20, 25–23) Jegyzőkönyv |     |             | Modena Nézőszám: 3424 |

#### A 7. helyért
| 2010. október 9. 17:00 | Bulgária                          | 3–0 | Németország | Modena Nézőszám: 4700 |
| 2010. október 9. 17:00 | (26–24, 26–24, 25–21) Jegyzőkönyv |     |             | Modena Nézőszám: 4700 |

#### Az 5. helyért
| 2010. október 9. 21:00 | Oroszország                       | 3–0 | Egyesült Államok | Modena Nézőszám: 4700 |
| 2010. október 9. 21:00 | (25–19, 25–21, 25–19) Jegyzőkönyv |     |                  | Modena Nézőszám: 4700 |

### Elődöntők
| 2010. október 9. 17:00 | Szerbia                                         | 2–3 | Kuba | Róma Nézőszám: 7500 |
| 2010. október 9. 17:00 | (25–22, 17–25, 29–31, 25–22, 14–16) Jegyzőkönyv |     |      | Róma Nézőszám: 7500 |

| 2010. október 9. 21:00 | Olaszország                              | 1–3 | Brazília | Róma Nézőszám: 11 800 |
| 2010. október 9. 21:00 | (15–25, 22–25, 25–23, 17–25) Jegyzőkönyv |     |          | Róma Nézőszám: 11 800 |

#### Bronzmérkőzés
| 2010. október 10. 17:00 | Szerbia                                  | 3–1 | Olaszország | Róma Nézőszám: 12 000 |
| 2010. október 10. 17:00 | (25–21, 25–20, 26–28, 25–19) Jegyzőkönyv |     |             | Róma Nézőszám: 12 000 |

#### Döntő
| 2010. október 10. 21:15 | Kuba                              | 0–3 | Brazília | Róma Nézőszám: 12 000 Játékvezető: Umit Sokullu (TUR), Simone Santi (ITA) |
| 2010. október 10. 21:15 | (22–25, 14–25, 22–25) Jegyzőkönyv |     |          | Róma Nézőszám: 12 000 Játékvezető: Umit Sokullu (TUR), Simone Santi (ITA) |

| A 2010-es férfi röplabda-világbajnokság győztese |
| ------------------------------------------------ |
| · Brazília · 3. cím                              |

## Végeredmény
Csak az első 12 helyért játszottak helyosztó mérkőzéseket.
|          |                  |      | Mérkőzések | Mérkőzések | Pontok | Pontok | Pontok | Szettek | Szettek | Szettek |
| Helyezés | Csapat           | Pont | Gy         | V          | P+     | P–     | PA     | Sz+     | Sz–     | SzA     |
| -------- | ---------------- | ---- | ---------- | ---------- | ------ | ------ | ------ | ------- | ------- | ------- |
| Arany    | Brazília         | 16   | 7          | 2          | 782    | 679    | 1,152  | 23      | 10      | 2,300   |
| Ezüst    | Kuba             | 16   | 7          | 2          | 840    | 802    | 1,047  | 22      | 15      | 1,466   |
| Bronz    | Szerbia          | 15   | 6          | 3          | 819    | 769    | 1,065  | 22      | 13      | 1,692   |
| 4.       | Olaszország      | 16   | 7          | 2          | 810    | 752    | 1,077  | 23      | 12      | 1,916   |
|          |                  |      |            |            |        |        |        |         |         |         |
| 5.       | Oroszország      | 16   | 7          | 2          | 805    | 685    | 1,175  | 24      | 10      | 2,400   |
| 6.       | Egyesült Államok | 15   | 6          | 3          | 761    | 707    | 1,076  | 19      | 14      | 1,357   |
| 7.       | Bulgária         | 14   | 5          | 4          | 826    | 772    | 1,070  | 21      | 13      | 1,615   |
| 8.       | Németország      | 12   | 3          | 6          | 659    | 689    | 0,956  | 12      | 18      | 0,667   |
|          |                  |      |            |            |        |        |        |         |         |         |
| 9.       | Argentína        | 15   | 6          | 3          | 767    | 742    | 1,034  | 20      | 14      | 1,429   |
| 10.      | Csehország       | 14   | 5          | 4          | 770    | 750    | 1,027  | 20      | 14      | 1,429   |
| 11.      | Franciaország    | 13   | 4          | 5          | 752    | 759    | 0,991  | 15      | 19      | 0,789   |
| 12.      | Spanyolország    | 13   | 4          | 5          | 855    | 874    | 0,978  | 18      | 20      | 0,900   |
|          |                  |      |            |            |        |        |        |         |         |         |
| 13.      | Lengyelország    | 8    | 3          | 2          | 392    | 396    | 0,990  | 9       | 9       | 1,000   |
| 14.      | Puerto Rico      | 7    | 2          | 3          | 418    | 432    | 0,968  | 9       | 10      | 0,900   |
| 15.      | Egyiptom         | 6    | 1          | 4          | 384    | 432    | 0,889  | 6       | 12      | 0,500   |
| 16.      | Kamerun          | 6    | 1          | 4          | 358    | 425    | 0,842  | 5       | 13      | 0,385   |
| 17.      | Japán            | 6    | 1          | 4          | 403    | 440    | 0,916  | 5       | 14      | 0,357   |
| 18.      | Mexikó           | 6    | 1          | 4          | 364    | 412    | 0,883  | 6       | 12      | 0,500   |
|          |                  |      |            |            |        |        |        |         |         |         |
| 19.      | Irán             | 4    | 1          | 2          | 247    | 276    | 0,895  | 5       | 7       | 0,714   |
| 20.      | Kanada           | 4    | 1          | 2          | 215    | 242    | 0,888  | 3       | 7       | 0,429   |
| 21.      | Ausztrália       | 3    | 0          | 3          | 253    | 296    | 0,855  | 3       | 9       | 0,333   |
| 22.      | Kína             | 3    | 0          | 3          | 197    | 244    | 0,807  | 1       | 9       | 0,111   |
| 23.      | Venezuela        | 3    | 0          | 3          | 181    | 225    | 0,804  | 0       | 9       | 0,000   |
| 24.      | Tunézia          | 3    | 0          | 3          | 192    | 250    | 0,768  | 1       | 9       | 0,111   |